# Aure (Ardenas)
 Aure  es una población y comuna francesa, en la región de Champaña-Ardenas, departamento de Ardenas, en el distrito de Vouziers y cantón de Monthois.
Está integrada en la Communauté de communes de l'Argonne Ardennaise.

## Demografía
| 131 | 136 | 138 | 152 | 154 | 166 | 167 | 146 | lac. | lac. | 150 | 122 | 133 | 164 | 147 | 146 | 127 | 106 | 111 | 113 | 100 | 103 | 98 | 90 | 105 | 117 | 102 | 89 | 74 | 66 | 56 | 46 | 62 | 62 |
| Para los censos de 1962 a 1999 la población legal corresponde a la población sin duplicidades (Fuente: INSEE [Consultar]) |     |     |     |     |     |     |     |      |      |     |     |     |     |     |     |     |     |     |     |     |     |    |    |     |     |     |    |    |    |    |    |    |    |